# Хореоколакс полисифониевый
Хореоко́лакс полисифо́ниевый, хореоколакс полисифо́нии (лат. Choreocolax polysiphoniae) — вид паразитических красных водорослей из порядка церамиевых (Ceramiales). Распространены в Атлантическом (от Норвегии до Испании и Португалии, от Мэна до Род-Айленда) и Тихом океанах (от Аляски до Мексики и Дальнего Востока России). Паразитируют на нитчатых красных водорослях Vertebrata lanosa (=Polysiphonia fastigiata), которые, в свою очередь, являются облигатными эпифитами бурых водорослей Ascophyllum nodosum.
Хореоколакс полисифониевый не способен к фотосинтезу, хотя и содержат дериваты хлоропластов. Паразит образует округлые наросты на талломе хозяина. Отходящие от наростов нити прорастают сквозь слой клеток коры и срастаются с центральными клетками. Механизм срастания аналогичен образованию вторичных поровых соединений: клетка паразита претерпевает неравный митоз, образуя мелкую соединительную клетку с карликовым ядром, после чего соединительная клетка сливается с клеткой хозяина, что запускает образование порового соединения.